# Nová Ves u Světlé
Nová Ves u Světlé település Csehországban, a Havlíčkův Brod-i járásban. Nová Ves u Světlé Pohleď, Světlá nad Sázavou, Příseka, Okrouhlice és Krásná Hora településekkel határos. Lakosainak száma 542 fő (2024. január 1.).

## Népesség
A település lakosságának változását az alábbi diagram mutatja:
| Lakosok száma | 445  | 573  | 662  | 534  | 430  | 483  | 541  | 558  | 530  | 542  |
|               | 1869 | 1900 | 1921 | 1961 | 1980 | 2011 | 2016 | 2019 | 2021 | 2024 |